# Ełbiek Tażyjeu
Ełbiek Chudojnazarawicz Tażyjeu (błr. Элбек Худойназаравіч Тажыеў; ros. Элбек Худойназарович Тожиев, Ełbiek Chudojnazarowicz Tożyjew; uzb. Elbek Xudoynazarovich Tojiyev; ur. 7 stycznia 1986 w Kenagas) – białoruski zapaśnik w stylu klasycznym, wicemistrz świata, mistrz Europy.
Olimpijczyk z Londynu 2012, gdzie zajął szesnaste miejsce w kategorii 55 kg.
Złoty medalista mistrzostw Europy w 2013 roku w kategorii do 55 kg. W 2011 roku został srebrnym medalistą mistrzostw świata.
Piąty w Pucharze Świata w 2016; szósty w 2013 i dziesiąty w 2011 i 2012. Trzeci w wojskowych MŚ w 2010.
W latach 2003–2007 reprezentował barwy Uzbekistanu. Dziesiąty na Igrzyskach Azjatyckich w 2006. Mistrz świata juniorów w 2005 roku.